# Liberta Bloo
Liberta Bloo je četrti studijski album slovenske glasbene skupine Miladojka Youneed, izdan leta 1993 pri založbi Helidon. Album je posvečen pokojnemu kitaristu skupine Kristjanu Cavazzi, ki je leta 1990 med snemanjem videospota utrpel hude poškodbe in po letu dni umrl.

## Seznam pesmi
Vse pesmi je napisala skupina Miladojka Youneed, razen, kjer je posebej navedeno.
| A stran | A stran                                | A stran |
| Št.     | Naslov                                 | Dolžina |
| ------- | -------------------------------------- | ------- |
| 1.      | „Jungle‟ (The Art Ensemble of Chicago) | 4:37    |
| 2.      | „Sex Maniac‟                           | 5:33    |
| 3.      | „Pocker Calculator‟ (Kraftwerk)        | 3:54    |
| 4.      | „Dirty Blues‟                          | 6:41    |
| 5.      | „Burned Out‟                           | 4:22    |

| B stran         | B stran                           | B stran |
| Št.             | Naslov                            | Dolžina |
| --------------- | --------------------------------- | ------- |
| 6.              | „Nevergreen‟                      | 3:55    |
| 7.              | „Living in America‟ (James Brown) | 5:27    |
| 8.              | „Talk About‟                      | 4:24    |
| 9.              | „Hot and Sweaty‟                  | 6:36    |
| Skupna dolžina: | Skupna dolžina:                   | 48:55   |

## Zasedba

### Miladojka Youneed
- Miroslav Lovrič — vokal, kitara
- Mario Marolt — tenor saksofon, klarinet, kitara, klavir, spremljevalni vokali
- Aleš Verbič — flavta
- Aleš Randla — bobni, tolkala
- David Jarh — trobenta

### Gostujoči glasbeniki
- Jani Hace — bas kitara
- Nikola Sekulovič — bas kitara
- Marko Štrumberger — kitara
- Mio Popovič — kitara
- Frederik Vargason — oktopad, bobni
- Alice Camara — spremljevalni vokali
- Anja Rupel — spremljevalni vokali
- Barbara Šinigoj — spremljevalni vokali
- Meri Trošelj — spremljevalni vokali
- Mia Žnidarič — spremljevalni vokali

### Ostali
- Janez Križaj — snemanje, mastering